# فرهنگ باستان‌شناختی
فرهنگ باستان‌شناسی یا فرهنگ باستان‌شناختی (به انگلیسی: Archaeological culture) مجموعه‌ای برگشتنده از دست‌ساخته‌های بشری وابسته به زمان و مکانی خاص است که تصور می‌شود برجای‌مانده‌های فرهنگ مادی دورهٔ ویژه‌ای از جامعهٔ انسانیِ باستانی را تشکیل دهد. ارتباط بین دست‌ساخته‌ها، بر اساس درک و تفسیر باستان‌شناسان است و لزوماً ارتباطی با گروه انسانیِ حقیقی‌ای در گذشته ندارد.
مفهوم فرهنگ باستان‌شناسی، از اصول بنیادی باستان‌شناسی فرهنگی-تاریخی است.